# Ernst 1. af Sachsen-Coburg og Gotha
Ernst 1., hertug af Sachsen-Coburg og Gotha (født 2. januar 1784, død 29. januar 1844) var hertug af Sachsen-Coburg-Saalfeld og senere af Sachsen-Coburg og Gotha.

## Familie
Ernst 1. var søn af hertug Franz Friedrich af Sachsen-Coburg-Saalfeld (1750-1806) og fyrstelig grevinde Augusta Reuss til Ebersdorf og Lobenstein (1757-1831). 
Den 3. juli 1817 blev han gift med prinsesse Louise af Sachsen-Gotha-Altenburg (1800-1831). 
De fik to børn:
- Ernst 2., hertug af Sachsen-Coburg og Gotha (født 1818, død 1893), regerende hertug 1844-1893.
- prins Albert af Sachsen-Coburg og Gotha (født 1819, død 1861), gift med sin kusine dronning Victoria af Storbritannien, deres efterkommere var regerende hertuger af Sachsen-Coburg og Gotha fra 1893 til 1918.

Ernst 1. blev skilt fra sin første kone i 1826. Han giftede sig senere med sin niece Marie af Württemberg (1799-1860).

## Unionen med Gotha
Prinsesse (senere hertuginde) Louise var det yngste medlem af fyrstehuset Sachsen-Gotha-Altenburg. Hendes far hertug August af Sachsen-Gotha-Altenburg dør i 1822. Den 11. februar 1825 dør hendes farbror hertug Frederik 4. af Sachsen-Gotha-Altenburg også. Herefter er Louises sønner med Ernst 1. de nærmeste arvinger til Gotha. Prins Ernst (den anden) er kun seks år gammel, mens prins Albert er fem år gammel. 
Nabohertugerne gør krav på dele af arven. Forhandlingerne slutter med et omfattende mageskifte. Sachsen-Coburg afstår Saalfeld til Sachsen-Meiningen. Sachsen-Gotha afstår Altenburg til Sachsen-Hildburghausen, der skifter navn til Sachsen-Altenburg.
Fra 1826 er Sachsen-Coburg og Sachsen-Gotha i personalunion, men de to lande bevarer deres formelle selvstændighed. 

## Hertuger 1844-1918
Ernst 2. regerede Sachsen-Coburg og Gotha fra 1844 til 1893. 
Derefter var det en søn og en sønnesøn af prins Albert, der var hertuger frem til monarkiets afskaffelse i 1918. 